# Eastman's Royal Naval Academy
La Eastman's Royal Naval Academy, originariamente situata a Southsea e più tardi a Winchester, entrambe in Inghilterra, era una scuola preparatoria navale privata. Tra il 1855 e il 1923 era conosciuta principalmente come una scuola che formava i ragazzi che sarebbero entrati nella Royal Navy. Successivamente, fu ribattezzata scuola preparatoria di Eastman e continuò la sua attività fino al 1940. La scuola era ritenuta secondo Jonathan Betts, "una delle migliori scuole per i ragazzi destinati alla Marina".

## Storia
L'introduzione nel 1838 di un esame di ammissione per la Royal Navy, anche se inizialmente costituiva un test impegnativo per la maggior parte, incoraggiò lo sviluppo di istituti scolastici specializzati, tra i quali la Royal Naval Academy di Eastman.
Nonostante il nome, l'istituto non aveva alcun collegamento ufficiale con la marina militare. Fondato nel 1851 da Thomas Eastman, un istruttore navale in pensione, nel 1854 ebbe una propria sede sulla South Parade di Southsea. Alla morte di Eastman nel 1860 la scuola venne diretta da uno degli insegnanti, George Spickernell, che sposò la vedova di Eastman e diresse la scuola fino al 1885.